# Uogólnianie rozumowania
Uogólnianie rozumowania – jeden z typów uogólnień, polegający na rozumowaniu w jednym szczególnym przypadku i dostrzeżeniu poprawności rozumowania przy ogólniejszych danych lub rozumowaniu wymagającym tylko pewnych niewielkich modyfikacji, aby mogło prowadzić do ogólniejszego rezultatu. Ten typ uogólniania zazwyczaj pojawia się w wyniku uzmienniania stałych lub spontanicznie w wyniku zasugerowanej przez nauczyciela analizy dowodu.
Uogólniania rozumowania nie należy mylić z uogólnianiem typu indukcyjnego, ponieważ w uogólnianiu indukcyjnym poszukuje się wspólnego schematu na podstawie analizy kilku szczególnych przypadków, z kolei uogólnianie rozumowania dotyczy jednego szczególnego przypadku.
W dydaktyce matematyki uogólnianie rozumowania dzieli się na uzmiennianie stałych oraz uogólnianie przez dostrzeżenie prawa rekurencji.

## Przykłady
- Odkrywanie prawa przemienności mnożenia[1].
- Odkrywanie sposobu mnożenia dwóch ułamków zwykłych[5].
- Uczniowie mogą dostrzec, że pole dwunastokąta foremnego wpisanego w okrąg o promieniu {\displaystyle r} jest sumą pól sześciu deltoidów o polu powierzchni {\displaystyle {\tfrac {1}{2}}r^{2},} tzn. wynosi {\displaystyle 3r^{2};} na drodze uogólnienia rozumowania uczniowie mogą dostrzec, że takie samo rozumowanie zadziała dla dowolnego {\displaystyle 2n}-kąta foremnego[6].
- Uczniowie rozwiązują zadanie o następującej treści: na ile sposobów można rozmieścić trzy guziki w pięciu pudełkach – w każdym po najwyżej jednym? i dochodzą do odpowiedzi {\displaystyle {\tbinom {5}{3}}=10}[7]. Następnie rozwiązują zadanie podobne: na ile sposobów można rozmieścić dwa guziki w pięciu pudełkach – w każdym po najwyżej jednym? i dochodzą do odpowiedzi {\displaystyle {\tbinom {5}{2}}=10}[7]. Dostrzegają, że oba zadania są istotnie podobne, ponieważ można liczyć pudełka pełne lub pudełka puste i w ten sposób dostrzec izomorficzność obu zadań – uogólnienie tego rozumowania doprowadzi uczniów do odkrycia wzoru {\displaystyle {\tbinom {n}{k}}={\tbinom {n}{n-k}}}[7].